# Lapsana
Lapsana is een geslacht van kruidachtige planten uit de composietenfamilie (Compositae oftewel Asteraceae).
De bladeren zijn afwisselend geplaatst. De bloemen bevatten uitsluitend lintbloemen, die aan de rand vijf tandjes hebben. Er is slechts één rij van omwindselbladeren. De vruchten hebben geen pappus.
Lapsana omvatte voorheen circa negen soorten, waaronder een aantal uit oostelijk Azië. Na een cladistische analyse van Kåre Bremer en Jae Hong Pak werden de soorten uit oostelijk Azië ingedeeld in Lapsanastrum.  Alleen de akkerkool (Lapsana communis) wordt nog in Lapsana ingedeeld. 